# Śniadowo (gmina)
Pour les articles homonymes, voir Śniadowo.
Śniadowo est une gmina rurale du powiat de Łomża, Podlachie, dans le nord-est de la Pologne. Son siège est le village de Śniadowo, qui se situe environ 17 km au sud-ouest de Łomża et 80 km à l'ouest de la capitale régionale Białystok.
La gmina couvre une superficie de 162,59 km2 pour une population de 5 668 habitants.

## Géographie
La gmina inclut les villages de Bagno, Brulin, Chomentowo, Dębowo, Doły, Duchny Młode, Grabowo, Jakać Borowa, Jakać Dworna, Jakać Młoda, Jakać-Borki, Jastrząbka Młoda, Jemielite-Wypychy, Kołaczki, Konopki Młode, Koryta, Koziki, Mężenin, Młynik, Olszewo, Osobne, Ratowo-Piotrowo, Sierzputy Zagajne, Sierzputy-Marki, Śniadowo, Śniadowo-Stara Stacja, Stara Jakać, Stara Jastrząbka, Stare Duchny, Stare Jemielite, Stare Konopki, Stare Ratowo, Stare Szabły, Strzeszewo, Szabły Młode, Szczepankowo, Truszki, Uśnik, Uśnik-Dwór, Uśnik-Kolonia, Wierzbowo, Wszerzecz, Wszerzecz-Kolonia, Zagroby, Zalesie-Poczynki, Zalesie-Wypychy, Żebry et Żebry-Kolonia.
La gmina borde les gminy de Czerwin, Łomża, Miastkowo, Stary Lubotyń, Szumowo, Troszyn et Zambrów.